# Mordfall Hönggerberg
Als Mordfall Hönggerberg wird der Mord an Francesca P. am 23. November 2007 durch den am gleichen Freitag nach Abschluss der Rekrutenschule aus dem Militärdienst zurückgekehrten Soldaten Luis W. in Zürich bezeichnet.

## Tathergang
Die sechzehnjährige Coiffure-Lehrtochter und gebürtige Italienerin Francesca P. wartete mit ihrem Freund an der Bushaltestelle Hönggerberg der Linie 80 der VBZ. Sie war auf dem Weg zur Geburtstagsfeier ihres Vaters in Oerlikon. Kurz vor 22 Uhr 15 wurde sie durch einen gezielten Schuss in den Oberkörper getroffen und verstarb wenig später. Der Schuss wurde von Luis W. von einem nahe gelegenen Hügel nordöstlich der Emil-Klöti-Strasse aus einer Distanz von rund achtzig Metern abgegeben. Er verwendete hierzu seine Ordonnanzwaffe der Schweizer Armee, das Sturmgewehr 90, und eine aus dem Militärdienst gestohlene Patrone. Der Freund von Francesca hielt kurz nach der Tat ein Auto mit drei Insassen an, welche die Polizei alarmierten.
Luis W. kannte Francesca nicht. Sie wurde von ihm zufällig als Opfer ausgewählt.
Die Polizei riegelte die Umgebung des Tatorts ab und durchsuchte die Gegend mit einem grösseren Aufgebot an Beamten. Luis W. wurde zwei Tage später, am Sonntagabend, dem 25. November, verhaftet und gestand die Tat. Er konnte kein Motiv angeben. Er konnte verhaftet werden, weil ihn ein Augenzeuge kurz vor der Tat im Bereich der Bushaltestelle mit Tarnjacke und Sturmgewehr gesehen hatte.

## Hintergrund
Luis W. ist Schweizer Staatsbürger und chilenischer Adoptivsohn einer Schweizer Familie in Islisberg. Mit sechzehn Jahren schloss er sich einer Punkgruppe an, die sich in Zürich häufig am Zürichsee oder der Gegend des Bahnhofs Stadelhofen aufhielt. Er wird von Bekannten als aggressive Persönlichkeit beschrieben.
Er absolvierte keine Ausbildung nach der Grundschule, sondern hatte diverse Gelegenheitsjobs, z. B. in einer Schreinerei und in einem Callcenter. Er war zuletzt in Teilzeit angestellt bei der Delta Security in Zürich als Platzanweiser bei Grossanlässen und wollte nach der Artillerie-Rekrutenschule bei diesem Unternehmen eine Vollzeitanstellung haben. Luis W. war zweifach vorbestraft. 2005 beging er ein kleineres Vermögensdelikt. Am 29. Januar 2006 warf er während Protesten gegen das Weltwirtschaftsforum einen Molotow-Cocktail in die Eingangshalle der Exportförderungsorganisation Osec in Zürich.
Francesca wurde am Freitag, 30. November auf dem Friedhof Eichbühl in Altstetten beerdigt. Es nahmen 800 Personen Abschied von ihr.
Luis W. wurde im August 2009 wegen Mordes zu einer Freiheitsstrafe von 17 Jahren, aufgeschoben zugunsten einer stationären Massnahme, verurteilt. 2014 wurde die stationäre Massnahme um fünf Jahre verlängert. 2017 wurde durch Medien bekannt, dass er sich in Basel im offenen Vollzug befindet und eine Frau sich von ihm belästigt fühlte.

## Politische Konsequenzen
Der Mordfall hatte diverse politische Diskussionen entfacht. 
Erstens wurde darüber diskutiert, ob die Sicherheit im Militär ungenügend ist. Die von einem vorbestraften Täter gestohlene Patrone liess Zweifel an der nötigen Kontrolle durch das Militär aufkommen.
Zweitens gab es der jahrelangen Diskussion um den Sinn der Abgabe der Ordonnanzwaffe an Armeeangehörige und des Aufbewahrens zu Hause wieder Auftrieb. Die Initiative «Für den Schutz vor Waffengewalt» der Nationalräte Chantal Galladé und Daniel Jositsch, welche die Aufbewahrung der Militärwaffe im Zeughaus zum Ziel hatte, bekam dadurch Zulauf.
Drittens kam es im Frühling 2008 in den Zeughäusern von Zürich und St. Gallen zu illegalen Waffendeponierungen durch Angehörige der Schweizer Armee. In Zürich musste der Regierungsrat über allfällige Sanktionen entscheiden. In St. Gallen wurde es einem WG-Bewohner erlaubt, die persönliche Ordonnanzwaffe im Zeughaus zu hinterlegen.
Viertens wurde wegen des Fundes von etlichen Ego-Shooter-Spielen in der Wohnung des Täters über ein Verbot derartiger Spiele nachgedacht.

## Künstlerische Verarbeitung
Die Idee zu dem 2014 erschienenen Film Ziellos entstand durch die Berichterstattung über den Mordfall.